# Veronica Cummings
Veronica Cummings (ur. 29 marca 1973) – pływaczka z Guamu.
Brała udział na igrzyskach w 1988, gdzie wystąpiła na 50 i 100 m stylem dowolnym. Na krótszym dystansie odpadła w pierwszej rundzie zajmując 6. miejsce w drugim wyścigu eliminacyjnym z czasem 28,94. Wynik ten uplasował ją w końcowej klasyfikacji na 43. pozycji. Na dłuższym dystansie była 3. w drugim wyścigu eliminacyjnym z czasem 1:02,63, w wyniku czego odpadła z dalszej rywalizacji. W klasyfikacji generalnej zajęła 50. lokatę. Jest najmłodszym olimpijczykiem z Guamu.